# Gus Fring
Gustavo Fring, surnommé Gus, est un personnage de fiction majeur des séries télévisées Breaking Bad et sa préquelle Better Call Saul, incarné par Giancarlo Esposito.
Américain d'origine chilienne, Fring est un puissant trafiquant de méthamphétamine du Sud-Ouest des États-Unis, se servant pour ce faire de plusieurs entreprises légitimes, dont une chaine de restauration rapide appelée Los Pollos Hermanos (« Les Frères Poulets ») et une blanchisserie industrielle, Lavanderia Brillante, comme couvertures pour un important trafic de stupéfiants. Fring maintient une image publique positive, en soutenant la Drug Enforcement Administration (DEA). Il se lie d'amitié avec l'agent spécial en charge et effectue des dons généreux aux évènements civiques et caritatifs du bureau d'Albuquerque. Cependant, il gère son vaste empire de la drogue de manière impitoyable et machiavélique. Il emploie un certain nombre d'hommes de main et a personnellement exécuté des rivaux et des associés.

## Biographie

### Contexte
Gus Fring est le propriétaire d'une chaine de restaurants de poulet frit, Los Pollos Hermanos (« Les Frères Poulets »), située dans le Sud-Ouest des États-Unis, avec son restaurant phare à Albuquerque, de même que l'élevage de poulet et le centre de distribution de l'entreprise en périphérie de la ville. La franchise est une filiale de Madrigal Electromotive GmbH, une société multinationale dont le siège social est en Allemagne et qui détient des participations dans plusieurs filiales. Alors que Los Pollos Hermanos est une entreprise légitime, elle sert de façade à Gus pour distribuer et vendre de la méthamphétamine pour un cartel mexicain, les dirigeants de Madrigal Peter Schuler et Lydia Rodarte-Quayle travaillant comme ses complices dans le secteur de la drogue.
L'épisode de la quatrième saison de Breaking Bad intitulé Frères et Partenaires (en) montre Gus accompagné de son ami de longue date, Maximino Arciniega. À deux, ils lancent Los Pollos Hermanos comme couverture pour vendre de la méthamphétamine que Max « cuisinait ». Ils contactent Don Eladio Vuente, le leader du cartel, pour lui proposer d'étendre leur commerce de drogue avec l'aide du cartel. Au lieu de cela, Don Eladio demande à Hector Salamanca de tuer Max pour avoir vendu de la méthamphétamine sur le territoire du cartel sans autorisation. Eladio épargne Gus mais le force à coopérer avec l'entente selon les conditions d'Eladio. Pendant vingt ans, Gus reste en apparence fidèle au cartel, mais nourrit une rancune contre Eladio et Hector, attendant de saisir l'occasion de se venger. Après s'être établi à Albuquerque, Gus cherche secrètement à mettre fin à sa dépendance à la cocaïne du cartel en produisant et en distribuant de la méthamphétamine du côté américain de la frontière mexicaine. Comme le territoire contrôlé par les Salamanca  comprend également Albuquerque, Gus est obligé de traiter avec Hector, mais cherche à saper l'autorité de cette famille.
Gus a un passé mystérieux. Il s'avère que « Gustavo Fring » est un pseudonyme, car ni la DEA, ni son homme de main Mike Ehrmantraut ne peuvent trouver de documents à son sujet avant son arrivée au Mexique. Il serait originaire du Chili, il est d'ailleurs parfois surnommé « Le Chilien » par les membres du cartel. Dans l'épisode 6 de la quatrième saison de Better Call Saul intitulé Piñata (en), Gus raconte à un Hector alors dans le coma l'histoire d'un coati qui a mangé le fruit d'un lucuma que Gus a entretenu pendant son enfance au Chili. Dans Magic Man (en), le premier épisode de la saison 5 de Better Call Saul, Lalo Salamanca fait référence à un mystérieux incident impliquant Gus à Santiago.
La relation de Gus et Max semble ne pas reposer uniquement sur les affaires. Dans l'épisode de Better Call Saul intitulé Sabrosito (en), Hector change le nom de  Los Pollos Hermanos en Los Culos Hermanos, insinuant qu'ils sont homosexuels. Dans Magic Man (en), Lalo Salamanca discute de Gus avec Juan Bolsa et se réfère à Max comme étant le petit ami de Gus. Comme le montre l'épisode de Better Call Saul intitulé À la mémoire de Max (en), après son arrivée à Albuquerque, Gus a acquis une petite villa du côté mexicain de la frontière américano-mexicaine. La propriété sert de résidence au Dr Barry Goodman et comporte une fontaine dédiée à Max. Vince Gilligan a déclaré qu'il avait délibérément laissé les origines de Gus ambiguës, les comparant à la mallette dans Pulp Fiction.

### Breaking Bad

#### Saison 2
Lorsque Walter White cherche un distributeur pour sa méthamphétamine de haute qualité, Saul Goodman, par l'intermédiaire d'un contact inconnu, obtient un entretien avec un grand distributeur de meths du Nouveau-Mexique. Walt et son partenaire, Jesse Pinkman, se rendent dans un restaurant Los Pollos Hermanos, où doit se dérouler l'entretien. Personne ne vient se présenter à Walter et Jesse, qui ignorent en réalité que Gus, le gérant du restaurant, était ce grand trafiquant de méthamphétamine. Ce dernier les avait observés en silence. Walt s'en rend compte plus tard et organise une deuxième réunion entre lui-même et Gus. Gus fait alors savoir qu'il n'est plus intéressé par la conduite des affaires, puisque Jesse était en retard et vraisemblablement drogué lors du premier entretien, et qu'il paraissait donc peu fiable aux yeux de Gus. Walt persuade Gus de reconsidérer sa décision, promettant qu'il n'aura jamais à traiter avec Jesse et que leur produit lui rapportera d'énormes bénéfices.
Gus accepte finalement d'acheter une grande quantité de la meth de Walt pour 1,2 million de dollars, mais seulement si elle peut être livrée dans un délai limité à un endroit éloigné.
Peu de temps après l'accord passé entre lui et Walt, Gus visite le bureau local de la DEA d'Albuquerque. Là-bas, il découvre que Walt souffre d'un cancer du poumon et que son beau-frère, Hank Schrader, est un agent de la DEA.

#### Saison 3
Gus est satisfait de la qualité de la méthamphétamine bleue de Walt et lui offre 3 millions de dollars pour trois mois de son temps pour cuisiner davantage dans un nouveau laboratoire de haute technologie, caché sous une blanchisserie industrielle que Gus possède. Walt refuse tout d'abord, mais Gus finit par le convaincre qu'il devrait cuisiner pour la sécurité financière de sa famille. Gus lui fournit un nouveau partenaire, Gale Boetticher, le chimiste talentueux qui a installé ce nouveau laboratoire, pour l'aider à cuisiner. Walt tente alors de convaincre Gus de pouvoir récupérer Jesse comme assistant. Gus informe le cartel qu'une fois que Walt aura terminé ses trois mois, ils seront libres de le tuer. Le cartel veut, en effet, la mort de Walt après que Tuco Salamanca a été retrouvé mort. "Les Cousins" de la famille Salamanca sont impatients et voyagent du Mexique aux États-Unis pour commettre le meurtre, mais Gus intervient et les renvoient plutôt à Hank, qui est en réalité celui qui a tué Tuco. Gus avertit anonymement Hank juste avant la tentative d'assassinat, permettant à Hank de tuer l'un des deux cousins, et de blesser gravement le second. Le second cousin finit par mourir à l’hôpital, après que Mike Ehrmantraut l'ait probablement empoisonné, discrètement sur la demande de Gus.
La tentative d'assassinat de Hank conduit à une répression à grande échelle du cartel et Juan Bolsa est tué. Réalisant que sa propre vie était en jeu, Walt accepte de continuer à cuisiner dans le laboratoire de la blanchisserie pendant une période prolongée pour 15 millions de dollars avec l'aide de Jesse, malgré les doutes persistants de Gus à propos de Jesse. Jesse apprend que les trafiquants de drogue qui travaillent pour Gus sont responsables de la mort de Tomás, le jeune frère de la petite amie de Jesse, Andrea. Avant que Jesse ne puisse tuer lui-même les trafiquants, Walt les écrase avec sa voiture et dit à Jesse de fuir. Walt tente ensuite de s'expliquer à Gus, pour ne pas compromettre leur accord. Gus accepte d'ignorer la question mais réintègre Gale en tant qu'assistant de Walt. Gus indique également à Gale en privé, de retenir précisément la conception de la meth de Walt, dans l'objectif de pouvoir le remplacer par la suite. Walt se rend compte que Gus essaie de préparer Gale pour le remplacer, ce qui signifie que sa vie est en danger. Il rencontre secrètement Jesse et lui demande de savoir où vit Gale. Une fois que Jesse trouve l'appartement de Gale, Walt entreprend de le tuer, mais Victor, un assistant de Gus, l'arrête et l'amène au laboratoire, où Mike attend. Walt demande à Mike de le laisser appeler Jesse et de le convaincre de venir au laboratoire, mais à la place, Walt dit à Jesse de tuer Gale. Victor se précipite alors à l'appartement de Gale, mais Jesse arrive le premier et tue Gale.

#### Saison 4
Gus, furieux, arrive au laboratoire, où Walt et Jesse sont retenus par Victor et Mike. Sachant que Victor a été reconnu à l'appartement de Gale, il craint alors pour sa vie et tente de montrer son utilité auprès de Gus en commençant à cuisiner de la méthamphétamine, ce qu'il a appris à faire en observant Walt et Jesse. Alors que Gus, silencieux se saisit d'un cutter, Walt le supplie de les épargner, en rappelant que sans lui et sans Jesse, Gus risque de perdre tout son marché. Dans sa colère, Gus s'en prend finalement à Victor, en l'égorgeant au cutter devant les yeux terrifiés de Walter, Jesse et Mike. À la suite de cette horrible scène, Gus dit calmement à Walt et Jesse de se remettre au travail, et augmente la surveillance dans le laboratoire en installant des caméras de sécurité et en demandant à Mike et Tyrus de les surveiller pendant qu'ils travaillent. Mike suggère à Gus qu'ils pourraient peut-être tenter d'éloigner Walt et Jesse. Mike emmène donc Jesse hors du laboratoire pour l'aider à effectuer différentes tâches, et s'arrange pour que Jesse déjoue une attaque pré-planifiée contre lui, ce qui renforce la confiance de Jesse et augmente son sentiment de loyauté envers Mike et Gus. Gus est impressionné par le courage de Jesse et demande à Mike de l'impliquer dans plus de travail à l'extérieur du laboratoire. Soucieux de leur sécurité, Walt donne à Jesse une cigarette avec une capsule de ricine cachée à l'intérieur et lui dit d'empoisonner Gus dès qu'il en a l'occasion, mais Jesse n'y parviendra pas.
Gus s'arrange pour rencontrer Don Eladio et les autres dirigeants du cartel et mettre au clair les différents qui ont amené le cartel à perturber ses affaires. Mike et Jesse l'accompagnent à la rencontre du cartel. Jesse prépare seul un lot de meth de haute qualité et Gus lui propose de rester au Mexique et de travailler pour le cartel. Jesse est inquiet, mais l'offre est en réalité une ruse. Lors de la rencontre, chez Eladio pour célébrer le rapprochement avec Gus, ce dernier trompe Eladio et la plupart des autres chefs de cartel en les empoisonnant par l'intermédiaire d'une bouteille de Tequila. Gus prend le premier verre pour apaiser les soupçons, mais se force à vomir par la suite. L'ensemble des membres du cartel succombent au poison, dont Don Eladio. Jesse aide alors Gus malade (ressentant quelque peu les effets du poison) et Mike blessé par balle, à s'échapper. Il tue par ailleurs le dernier petit-fils vivant d'Hector Salamanca, Joaquin. Jesse amène Gus et Mike dans un hôpital de fortune que Gus avait précédemment aménagé, et tous deux reçoivent des soins. Après s'être rétabli, Gus retourne à Albuquerque et nargue Hector, en lui apprenant que les chefs du cartel sont tous morts mais aussi Joaquin, et donc que la lignée de la famille Salamanca va prendre fin après la mort d'Hector. Jesse n'est plus fidèle à Walt et refuse de lui servir de protecteur. Alors que la DEA commence à relier la mort de Gale à Gus, Gus amène de force Walt dans le désert où il menace de tuer sa famille s'il tente de l'assassiner.
Considérant Gus plus que jamais comme un danger, Walt tente de le tuer avec une bombe artisanale attachée à sa voiture, mais Gus sent que quelque chose ne va pas et s'éloigne du véhicule. Paniqué, Walt récupère la bombe et se cache chez lui. Après avoir tenté sans succès d'enrôler Jesse pour l'aider à tuer Gus, Walt empoisonne le fils d'Andrea, Brock et convainc Jesse que c'est Gus qui est responsable. Jesse accepte d'aider Walt et lui parle de la routine de Gus, y compris de ses visites chez Hector à la maison de retraite. Walt convainc Hector de l'aider en lui promettant une vengeance finale sur Gus. Hector laisse croire avoir divulgué des informations compromettantes sur Gus lors d'un interrogatoire dans les locaux de la DEA. Gus, furieux, rend visite à Hector revenu à la maison de retraite et se prépare à le tuer avec une injection mortelle. Avant que Gus n'administre le poison, Hector se tourne soudainement pour lui faire face, le regarde attentivement et sonne à plusieurs reprises la cloche sur son fauteuil roulant. Gus comprend trop tard que la cloche est attachée au détonateur d'une bombe artisanale préparée par Walt, et qu'il avait installée sur le dessous du fauteuil roulant d'Hector. L'explosion qui en résulte tue Hector et Tyrus immédiatement. Gus semble indemne alors qu'il sort calmement de la pièce et ajuste sa cravate, mais la caméra le suit lentement pour révéler que l'explosion a déchiré le côté droit de son visage. Il tombe au sol et meurt.

#### Saison 5
Bien que Gus ne soit plus aux commandes, il s'ensuit de nombreuses conséquences. L'enquête qui continue sur sa mort atteint son entreprise de restauration. Le laboratoire de la blanchisserie est détruit après la mort de Gus. Sachant que les enregistrements des caméras de sécurité stockés sur l'ordinateur portable de Gus peuvent les incriminer, Walt, Jesse et Mike utilisent un électroaimant à l'extérieur du poste de police pour détruire l'ordinateur et son disque dur pendant qu'ils se trouvent dans la salle des preuves de la police. La police récupère les numéros de compte et les codes d'accès des comptes offshore que Gus avait précédemment mis en place pour payer ses employés pour leur silence et saisit les comptes. Mike, Walt et Jesse s'associent dans une nouvelle entreprise de méthamphétamine, Mike continuant de payer les anciens employés de Gus sur sa part des bénéfices afin d'assurer leur silence continu. Lorsque la police réussit à interdire ces paiements, Walt craint que son identité ne soit révélée et tente d'obtenir les noms des employés de Mike afin qu'il puisse les faire tuer. Face au refus de Mike, Walt tue alors ce dernier dans un accès de rage. Walt finit par obtenir les noms par Lydia Rodarte-Quayle et fait tuer les anciens employés de Gus en prison avant qu'ils ne puissent révéler l'identité de Walt, mettant ainsi fin à l'empire de distribution de drogue de Gus.

## Réception
L'interprétation de Giancarlo Esposito est récompensé à l'occasion de plusieurs cérémonies. Parmi lesquelles le meilleur acteur dans un second rôle aux Critics' Choice Television Awards de 2012.